# Московитская корона

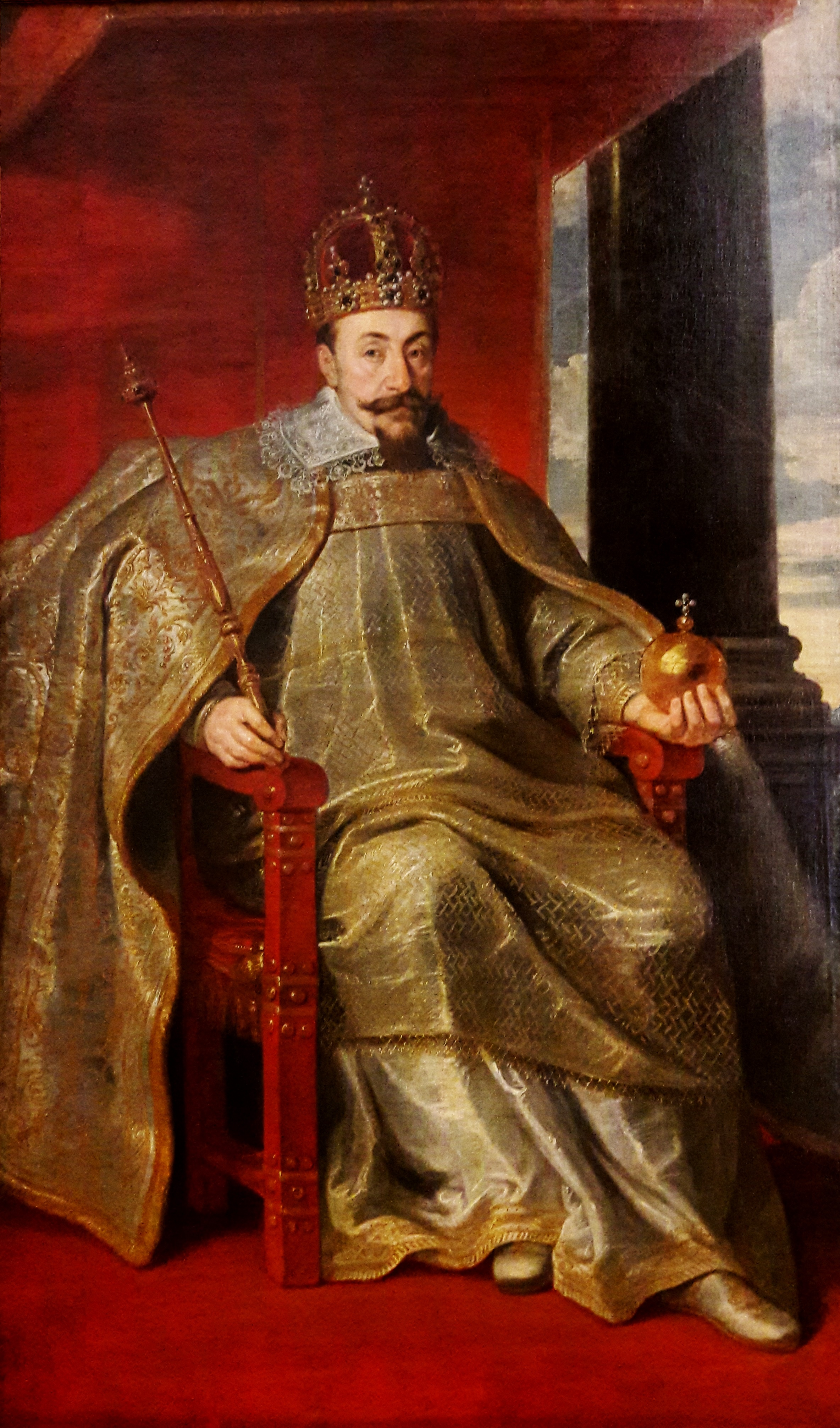
Сигизмунд III Ваза в московитской короне

Московитская корона — корона, заказанная Сигизмундом III после заключения с Семибоярщиной договора об избрании русским царём его сына Владислава. Венец предполагалось возложить на Владислава во время его коронации в Москве в качестве русского царя.
Корона была увенчана крестом и усыпана жемчугом, сапфирами, изумрудами и рубинами. Всего на её изготовление пошло 255 драгоценных камней.
Первоначально это должна была быть царская корона самого Сигизмунда III Вазы, но когда Боярская дума решила, что новым правителем России будет Владислав Ваза, её судьба была изменена и уготована она была юному польскому королевичу.
После того, как в 1613 году русские избрали нового царя Михаила Романова, неиспользованные переданные русскими царские регалии и московитская корона оказались в личной казне короля.
В 1632 году, после смерти Сигизмунда III Вазы, корону унаследовал Владислав IV Ваза. Она находилась в его владении до его смерти в 1648 году. Позже она стала собственностью короля Яна II Казимира Вазы, который должен был передать её государству как исполнитель воли своего предшественника. Новый король, однако, не уважил волю своего сводного брата и приказал переплавить корону в монеты.
Разрушение московитской короны без согласования с парламентом стала причиной сеймского скандала, затянувшегося на годы. Сейм не принял факт её уничтожения и потребовал от монарха вернуть награбленное сокровище. Дело достигло кульминации, когда Ян II Казимир Ваза решил отречься от престола. Чтобы ещё больше не раздражать сейм и обезопасить свои личные доходы, монарх решил рассчитаться с государством и дать ему замену уничтоженной короны московитов. Приблизительно в 1668 году он поручил варшавскому ювелиру Тобиашу Рихтеру изготовить новую корону, которая, как и оригинальная корона московитов, отправилась в Королевскую казну на Вавеле в 1668 году, где находилась там до конца 17 века.
В 1700 году корона вошла в состав залога Речи Посполитой, явившегося результатом переговоров и компромисса между Августом II Сильным и Фридрихом III по претензиям курфюрста Бранденбургского относительно денежных сумм, которые Пруссия потеряла во время шведского потопа. В начале 18 века корона отправилась в Берлин в качестве залога.
Московитская корона так и не была выкуплена Польшей и хранилась в сокровищнице Гогенцоллернов вплоть до третьего раздела Польши. В 1809 году она, как и другие польские королевские регалии, была отдана на разборку и переплавку.
Существовало предположение, что резной сапфир именно из этой короны сохранил казначей Красинский, потомок которого, Викентий Красинский, передал его императору Николаю Павловичу. При нём находился кусок пергамента с надписью «EX CORONA MOSCOVIAE» (ИЗ КОРОНЫ МОСКОВИТОВ). Этот камень с рельефным изображением Христа Пантократора и Голгофского креста с орудиями Страстей в настоящее время хранится в Оружейной палате, однако ныне научные сотрудники музеев Кремля не поддерживают данную теорию происхождения этого сапфира.

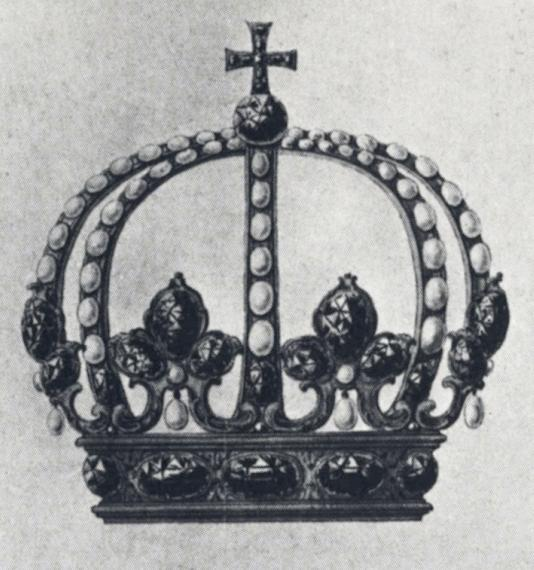
The New Muscovy Crown. Jerzy Lileyko (1987). Regalia polskie, Krajowa Agencja Wydawnicza
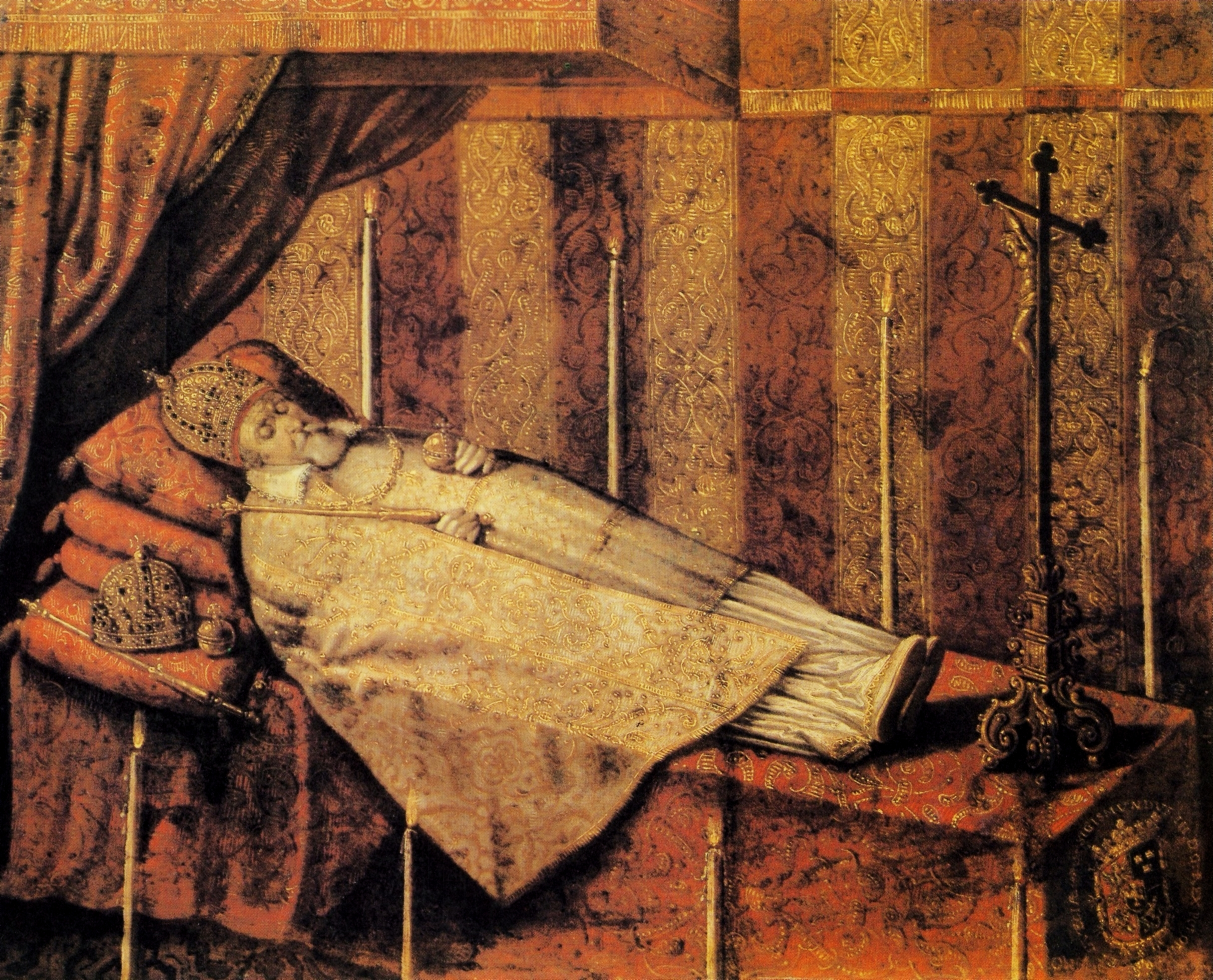
Тело Сигизмунда на катафалке: на голове — московитская корона, а рядом на подушке — шведская корона
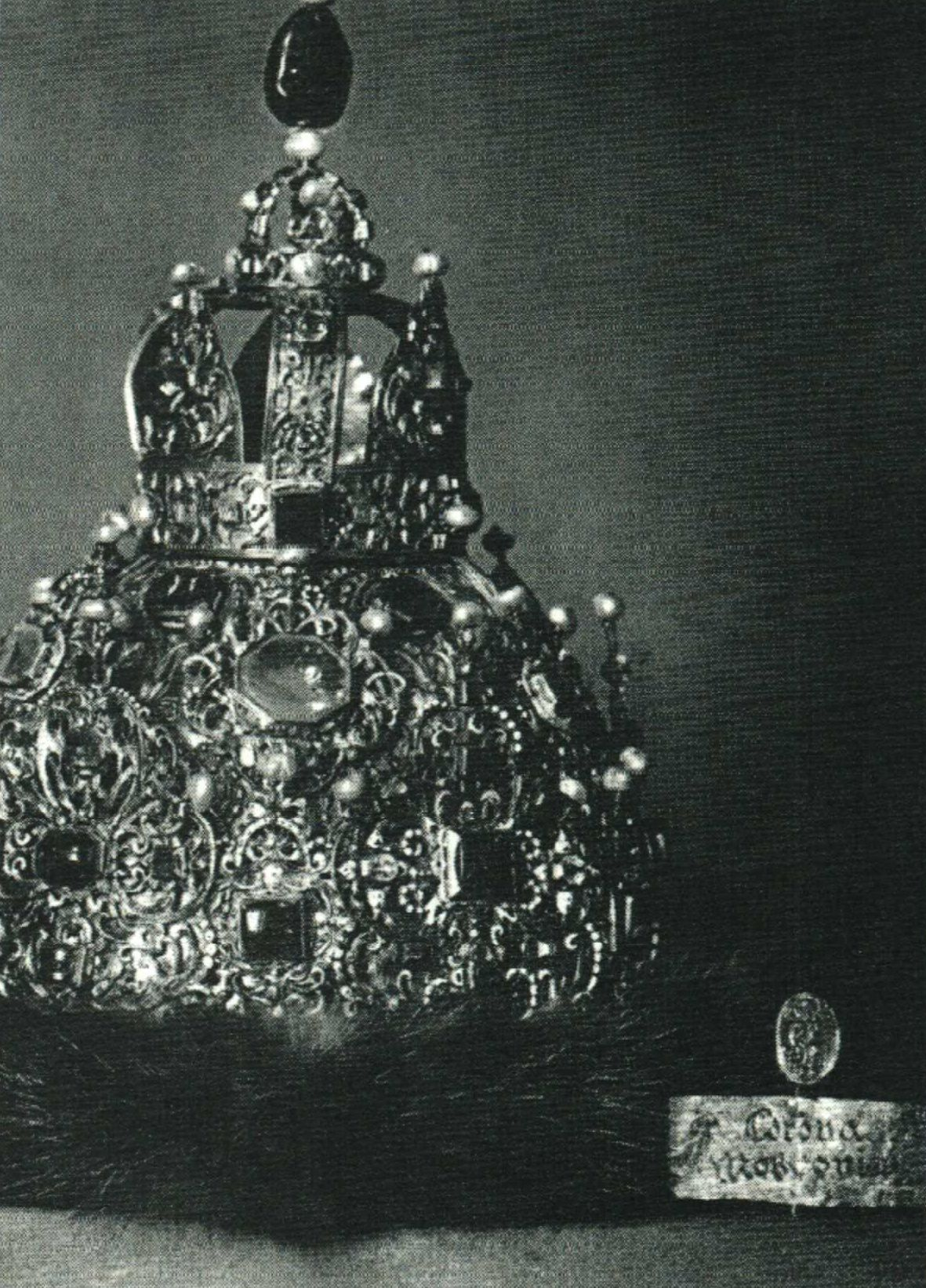
Шапка царя Михаила Федоровича и сапфир с надписью на пергаменте "EX CORONA MOSCOVIAE"(Оружейная палата, 1884 год)
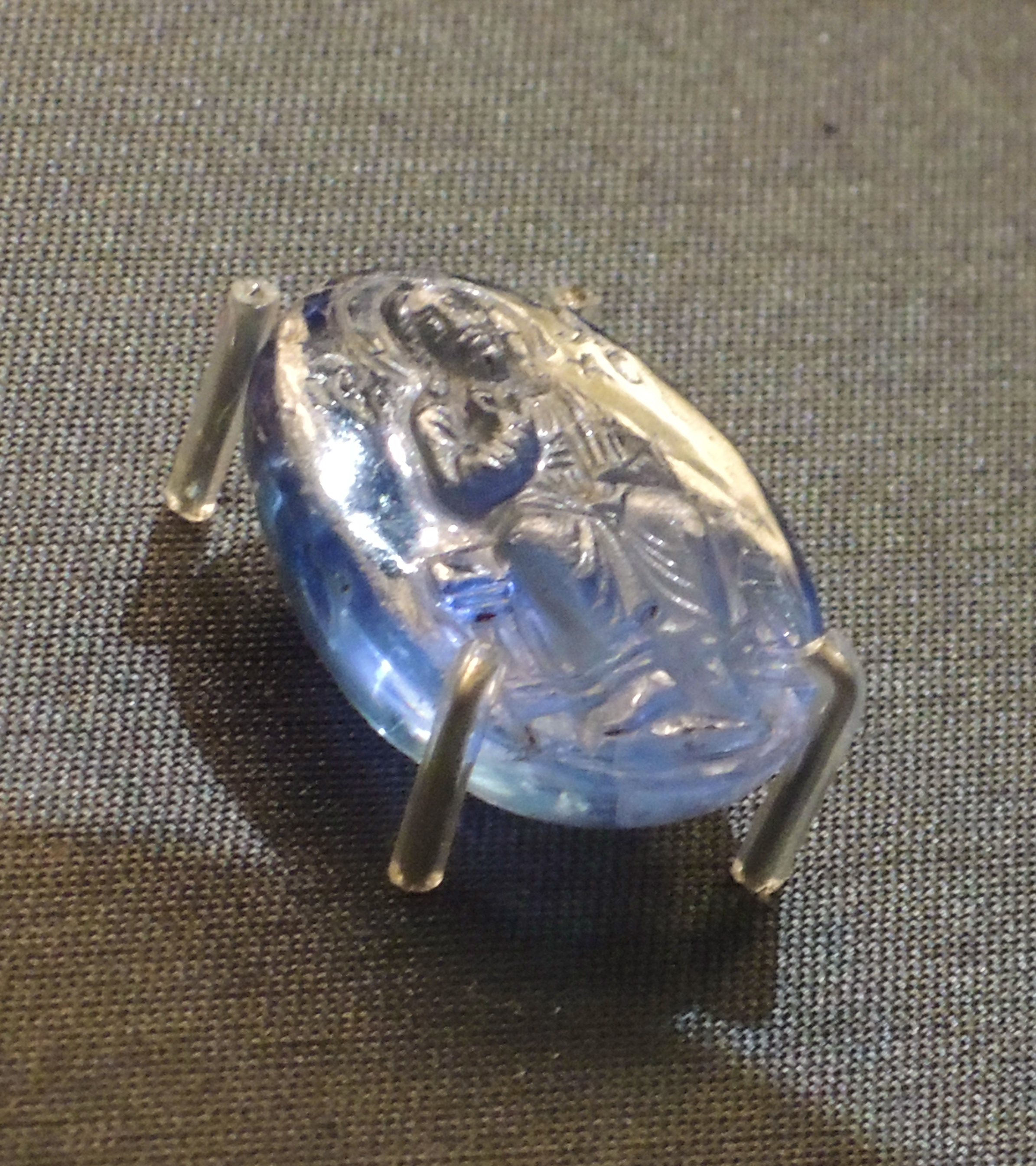
Сапфир Красинского в современной экспозиции Оружейной палаты